# جينجو
جينجو هي مدينة في كوريا الجنوبية، تتبع مقاطعة غيونغسانغ الجنوبية، بلغ عدد سكانها 337٬230 نسمة، في 2010، تبلغ مساحتها 712٬630٬000 متر مربع، رمزها البريدي هو 660-003 - 660-998.

## المناخ
يظهر الجدول التالي التغييرات المناخية على مدار السنة لجينجو:
| البيانات المناخية لـجينجو                                                     | البيانات المناخية لـجينجو | البيانات المناخية لـجينجو | البيانات المناخية لـجينجو | البيانات المناخية لـجينجو | البيانات المناخية لـجينجو | البيانات المناخية لـجينجو | البيانات المناخية لـجينجو | البيانات المناخية لـجينجو | البيانات المناخية لـجينجو | البيانات المناخية لـجينجو | البيانات المناخية لـجينجو | البيانات المناخية لـجينجو | البيانات المناخية لـجينجو |
| الشهر                                                                         | يناير                     | فبراير                    | مارس                      | أبريل                     | مايو                      | يونيو                     | يوليو                     | أغسطس                     | سبتمبر                    | أكتوبر                    | نوفمبر                    | ديسمبر                    | المعدل السنوي             |
| ----------------------------------------------------------------------------- | ------------------------- | ------------------------- | ------------------------- | ------------------------- | ------------------------- | ------------------------- | ------------------------- | ------------------------- | ------------------------- | ------------------------- | ------------------------- | ------------------------- | ------------------------- |
| الدرجة القصوى °م (°ف)                                                         | 17.5 (63.5)               | 22.0 (71.6)               | 24.0 (75.2)               | 29.0 (84.2)               | 37.0 (98.6)               | 35.1 (95.2)               | 38.9 (102.0)              | 37.5 (99.5)               | 35.0 (95.0)               | 29.3 (84.7)               | 27.0 (80.6)               | 19.6 (67.3)               | 38.9 (102.0)              |
| متوسط درجة الحرارة الكبرى °م (°ف)                                             | 6.6 (43.9)                | 9.0 (48.2)                | 13.7 (56.7)               | 20.0 (68.0)               | 24.1 (75.4)               | 27.1 (80.8)               | 29.3 (84.7)               | 30.3 (86.5)               | 26.6 (79.9)               | 21.9 (71.4)               | 15.3 (59.5)               | 9.5 (49.1)                | 19.5 (67.1)               |
| المتوسط اليومي °م (°ف)                                                        | −0.1 (31.8)               | 2.1 (35.8)                | 6.8 (44.2)                | 12.8 (55.0)               | 17.6 (63.7)               | 21.5 (70.7)               | 25.1 (77.2)               | 25.7 (78.3)               | 21.0 (69.8)               | 14.5 (58.1)               | 7.7 (45.9)                | 2.0 (35.6)                | 13.1 (55.6)               |
| متوسط درجة الحرارة الصغرى °م (°ف)                                             | −5.8 (21.6)               | −3.9 (25.0)               | 0.4 (32.7)                | 5.9 (42.6)                | 11.5 (52.7)               | 16.8 (62.2)               | 21.7 (71.1)               | 21.9 (71.4)               | 16.4 (61.5)               | 8.4 (47.1)                | 1.6 (34.9)                | −4.0 (24.8)               | 7.6 (45.7)                |
| أدنى درجة حرارة °م (°ف)                                                       | −15.9 (3.4)               | −14.3 (6.3)               | −10.4 (13.3)              | −4.2 (24.4)               | 1.6 (34.9)                | 8.0 (46.4)                | 13.3 (55.9)               | 12.1 (53.8)               | 5.9 (42.6)                | −2.7 (27.1)               | −8.0 (17.6)               | −13.9 (7.0)               | −15.9 (3.4)               |
| الهطول مم (إنش)                                                               | 32.9 (1.30)               | 43.0 (1.69)               | 72.1 (2.84)               | 118.2 (4.65)              | 122.8 (4.83)              | 213.0 (8.39)              | 300.0 (11.81)             | 316.9 (12.48)             | 184.5 (7.26)              | 45.0 (1.77)               | 45.0 (1.77)               | 19.2 (0.76)               | 1٬512٫8 (59.56)           |
| متوسط أيام هطول الأمطار (≥ 0.1 mm)                                            | 4.7                       | 5.5                       | 7.6                       | 8.9                       | 9.3                       | 10.7                      | 13.6                      | 12.8                      | 9.5                       | 5.1                       | 5.5                       | 3.9                       | 97.1                      |
| متوسط الأيام المثلجة                                                          | 2.8                       | 2.1                       | 0.9                       | 0.0                       | 0.0                       | 0.0                       | 0.0                       | 0.0                       | 0.0                       | 0.0                       | 0.3                       | 1.1                       | 7.2                       |
| متوسط الرطوبة النسبية (%)                                                     | 62.4                      | 61.8                      | 62.9                      | 65.2                      | 70.4                      | 76.0                      | 81.8                      | 81.0                      | 78.2                      | 74.0                      | 70.8                      | 66.2                      | 70.9                      |
| ساعات سطوع الشمس الشهرية                                                      | 191.6                     | 182.6                     | 196.0                     | 206.7                     | 208.5                     | 159.3                     | 150.9                     | 166.4                     | 159.2                     | 199.0                     | 174.3                     | 190.2                     | 2٬184٫5                   |
| نسبة وصول أشعة الشمس                                                          | 61.3                      | 59.3                      | 52.9                      | 52.7                      | 48.0                      | 36.7                      | 34.1                      | 39.9                      | 42.8                      | 56.8                      | 56.2                      | 62.4                      | 49.1                      |
| المصدر: Korea Meteorological Administration (percent sunshine and snowy days) |                           |                           |                           |                           |                           |                           |                           |                           |                           |                           |                           |                           |                           |

## مدن توأم
المدن التوأم:
- أومسك[16]
- وينيبيغ[16]
- يوجين، أوريغون[16]
- كيتامي، هوكايدو[16]
- كيوتو[16]
- ماتسوا، شيمانه[16]
- شيان[16]
- تشنغتشو.[16]

## أعلام
- غو أرا
- كيم جونغ جو
- تشو كوانغ-راي
- دبليو. تشان كيم
- هوه تشانغ سو